# Illinothrips rossi
Illinothrips rossi är en insektsart som beskrevs av Stannard 1954. Illinothrips rossi ingår i släktet Illinothrips och familjen rörtripsar. Inga underarter finns listade i Catalogue of Life.